# Кадрифаково
Кадрифаково (на македонска литературна норма: Кадрифаково) e село в североизточната част на Северна Македония, част от община Свети Никола.

## География
Селото е разположено на 10 километра югоизточно от общинския център град Свети Никола.

## История
В началото на XX век Кадрифаково е малко чисто българско село в Щипска каза на Османската империя. В 1900 година според статистиката на Васил Кънчов („Македония. Етнография и статистика“) село Кадрафаково брои 50 жители, всички българи християни.
Всички християнски жители на селото са под върховенството на Българската екзархия. Според статистиката на секретаря на Българската екзархия Димитър Мишев („La Macédoine et sa Population Chrétienne“) в 1905 година християнското население на Кадрафаково (Kadrafakovo) се състои от 40 българи екзархисти и в селото работи българско училище.
Преди Балканската война местните жители Петруш Джонов Иванов, Коце Кадрифачки и Георги Ефремов са затворени в каракола (стражарницата) в селото като заложници. При избухването на войната са убити, насечени на парчета.
След Междусъюзническата война в 1913 година селото попада в Сърбия. 
По време на българското управление на Вардарска Македония през Първата световна война Кадрафаково е част от Богословска община в Щипска околия на Щипски окръг и има 51 жители.
След Първата световна война в рамките на държавната политика за колонизиране на Вардарска Македония Кадрифаково е превърнато в колонистко селище, което след провала на колонизацията в Нова Батаня остава единствената колония в Брегалнишки срез.
На 16 януари 1923 година чета на ВМРО, начело с Иван Бърльо, напада Кадрифаково и извършва клане на колонисткото население, в което 23 заселници са убити, селото е запалено, а всички сръбски заселници го напускат. След нападението от 59-те сръбски колонистки семейства се връщат само 19 и сръбската колонизация в Щипско спира.
На етническата си карта от 1927 година Леонард Шулце Йена показва Хадрифаково (Hadrifakovo) като българско християнско село.
В 1994 година Кадрифаково има 180, а в 2002 година – 163 жители.
На 27 септември 2002 година митрополит Агатангел Брегалнишки осветява темелния камък на църквата „Въздвижение на Светия Кръст Господен“.